# La Floresta (Uruguay)
La Floresta ist eine Stadt in Uruguay.

## Geographie
La Floresta befindet sich auf dem Gebiet des Departamento Canelones in dessen Sektor 8. Der Ort liegt an der Küste des Río de la Plata zwischen dem östlich angrenzenden Costa Azul und dem im Westen anschließenden Parque del Plata. Die Stadtgrenzen bilden dabei westlich der Arroyo Solís Chico und östlich der Arroyo Sarandí. Im Norden liegt Estación La Floresta am Stadtgebiet an.

## Infrastruktur

### Bildung
La Floresta verfügt mit dem 1988 gegründeten Liceo Nº 1 de La Floresta über eine weiterführende Schule (Liceo).

### Verkehr
La Floresta liegt an der Ruta Interbalnearia, etwa an deren Kilometerpunkt 55. Zudem führt die Ruta 35 und eine Eisenbahnlinie durch die Stadt.

## Einwohner
Die Einwohnerzahl von La Floresta beträgt 1.595 (Stand: 2011).
| Jahr | Einwohner |
| ---- | --------- |
| 1963 | 566       |
| 1975 | 853       |
| 1985 | 959       |
| 1996 | 1.211     |
| 2004 | 1.109     |
| 2011 | 1.595     |

Quelle: Instituto Nacional de Estadística de Uruguay

## Stadtverwaltung
Bürgermeister (Alcalde) von La Floresta ist Miguel Noblia (Frente Amplio).